# Колянковский, Людвик

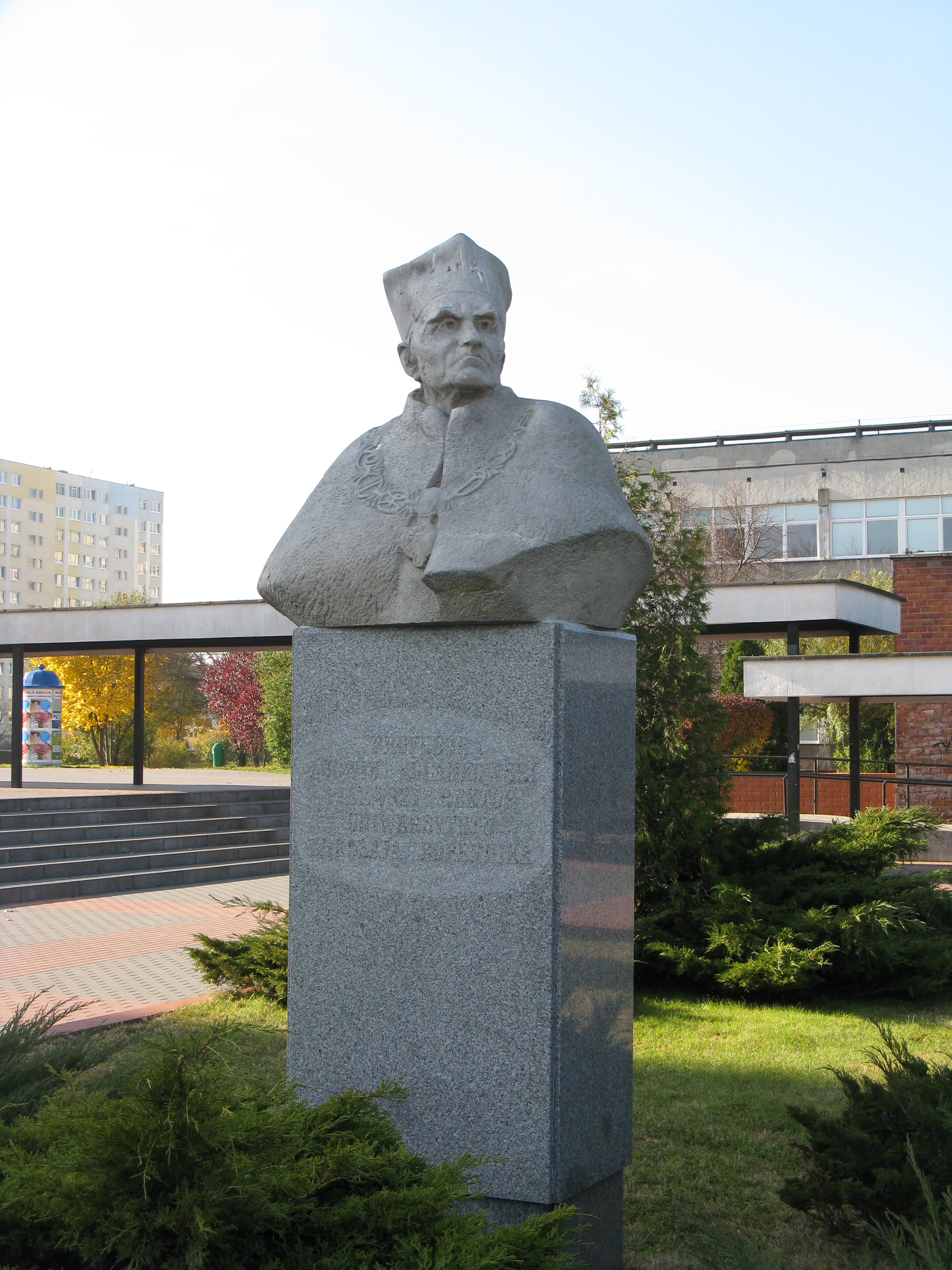
Бюст Людвика Колянковского в Торуни

Людвик Колянковский (пол. Ludwik Kolankowski; 21 июня 1882, Пнев, Покутье, Австро-Венгрия (ныне Надворнянский район Ивано-Франковская область Украина) — 19 марта 1956, Торунь, Польша) — польский учёный, историк, медиевист, педагог, доктор права (1906), профессор, первый ректор Университета Николая Коперника в Торуни, общественный деятель, сенатор Польши (1938—1939).

## Биография
В 1902—1906 годах изучал историю во Львовском университете, затем до 1907 года продолжил обучение в университете Берлина. Получил докторскую степень в области права. Ученик Бронислава Дембинского и Людвика Финкеля.
Работал в библиотеках Львовского и Ягеллонского университетов.
С 1918 года — сотрудник Министерства иностранных дел Польши, руководил восточным отделом и литовско-белорусским отделением, был полномочным представителем по реорганизации польских учреждений в Москве и Вене. В 1919 году — комиссар по вопросам гражданского управления восточными территориями Гражданского управления восточных земель и представитель Начальника Польской Республики в Университете Стефана Батория в Вильно.
В 1931 году — доцент, профессор Университета Стефана Батория. В 1931—1936 годах заведовал кафедрой истории Восточной Европы. В 1936—1939 годах возглавлял кафедру истории Польши. В декабре 1936 года ему было присвоено звание ординарного профессора польской истории на гуманитарном факультете университета им. Яна Казимира во Львове.
После начала Второй мировой войны переехал в Варшаву.
В 1945 году был одним из организаторов Лодзинского университета, с июля по сентябрь 1946 года — вице-канцлер этого вуза.
В 1946 году назначен первым ректором Университета Николая Коперника в Торуни, занимал должность ректора до 31 августа 1948 года.
С 1934 года — член-корреспондент Польской академии знаний. В 1937—1947 годах — президент Польского исторического общества, позже был его почётным членом.
Отец Зигмунта Колянковского (1913—1998), историка и архивиста.

## Награды
- Командорский крест Ордена Возрождения Польши (1931)
- Офицерский крест Ордена Возрождения Польши
- Доктор honoris causa Университета Николая Коперника в Торуни

## Избранные публикации
- Kościół a cerkiew w Galicyi Wschodniej, Kraków, 1909.
- W pięćsetlecie Horodła, Kraków 1913.
- Dzieje Wielkiego Księstwa Litewskiego za Jagiellonów, t. 1: 1377—1499, Warszawa, 1930.
- Sylweta Jagiellonów: w pięćsetną rocznicę śmierci kr. Władysława Jagiełły, Warszawa 1934.
- Jagiellonowie i Unja, Lwów 1936.
- Polska Jagiellonów: dzieje polityczne, Lwów, 1936
- Rycerstwo obertyńskie 1531 r., Lwów, 1938.